# Vera Bern
Vera Bern (* 8. Juli 1888 in Wien; † 2. Juni 1967 in Berlin (West)) war eine deutsche Schriftstellerin.

## Leben
Bern war die Tochter des Schriftstellerpaares Olga Wohlbrück und Maximilian Bern. Sie besuchte die Höhere Töchterschule in Berlin und lebte mit ihrer Mutter auch in Wien und Moskau. 
Zunächst wurde Vera Bern Schauspielerin. Im Ersten Weltkrieg leitete sie ein Soldatenkinderheim in Berlin und begann als Journalistin zu arbeiten. Nach 1918 arbeitete sie als Filmkritikerin für die Basler Nachrichten und den Basler Rundfunk und übersetzte französische Stummfilm-Texte ins Deutsche. Anfang der 1930er Jahre kehrte sie nach Berlin zurück und war als Schriftstellerin tätig. In der Zeit des Nationalsozialismus fingierte sie ihre väterliche Herkunft, sodass sie nicht als „Halbjüdin“ galt und weiter publizieren konnte. 
In den 1950er Jahren gab Vera Bern die Werke ihres Vaters Maximilian Bern heraus.

## Werke
- Affentanz: 3 Akte. (Als Manuskript vervielfältigt). Ahn & Simrock, Berlin 1930.
- Die Mottenkiste. (Als Manuskript vervielfältigt). Ahn & Simrock, Berlin 1933.
- s' Nandl: Der Roman einer Ehe um 1858. Selle-Eysler, Berlin 1935.
- Ein Mann entlaufen! Das Bergland-Buch. Salzburg 1935.
- Der Zauberkreis. Zander, Berlin 1939.
- Der Sohn der Barbara Keith. Wehnert & Co., Leipzig 1940.
- Ehe nach dem Tode [Roman]. Vobach, Leipzig 1940.
- Angelo. Arnold, Berlin 1948.
- Hrsg.: Max Bern: Die zehnte Muse. Elsner, Darmstadt 1955.